# Mitsuki Ono
Mitsuki Ono (小野 光希, Ono Mitsuki), née le 5 mars 2004 est une snowboardeuse japonaise. 

## Palmarès
- Bakuriani - Mondiaux 2023 :
  -  Médaillée de bronze en half-pipe.
- Engadine - Mondiaux 2025 :
  -  Médaillée de bronze en half-pipe.

### Coupe du monde
- 1 gros globe de cristal :
  - Vainqueur du classement Park & Pipe en 2023.
- 2 petits globe de cristal :
  - Vainqueur du classement halfpipe en 2023 et 2024.
- 12 podiums : 6 victoires.

#### Détails des victoires
| Épreuve / Édition | Halfpipe                      |
| ----------------- | ----------------------------- |
| 2022-2023         | Laax Mammoth Mountain Calgary |
| 2023-2024         | Laax Mammoth Mountain Calgary |

### Jeux olympiques de la jeunesse
- Médaille d'or en halfpipe aux Jeux olympiques de la jeunesse d'hiver de 2020